# Dendrobium planum
Dendrobium planum là một loài thực vật có hoa trong họ Lan. Loài này được J.J.Sm mô tả khoa học đầu tiên năm 1905.